# Bosnisk grammatik
Huvudartikel: Bosniska
Den här artikeln beskriver grammatiken i bosniska språket. Den här grammatiken kan i hög grad även tillämpas på serbiska och kroatiska.

## Alfabetet
Bosniska använder en av kroaten Ljudevit Gaj modifierad version av det latinska alfabetet och även kyrilliska. Det kyrilliska alfabetet som används är samma som serbiskans. Se även kroatiska alfabetet.

### Speciella bokstäver
| Tecken      | Uttal | Anteckning                           |
| ----------- | ----- | ------------------------------------ |
| Ć ć / Ћ ћ   | tj    | som i eng. tune                      |
| Č č / Ч ч   | tsh   | utt. hårdare än Ć; som i eng. church |
| DŽ dž / Џ џ | dzh   | utt. hårdare än Đ; som i eng. ginger |
| Đ đ / Ђ ђ   | dj    | som i eng. German                    |
| LJ lj / Љ љ | lj    | ett ljud                             |
| NJ nj / Њ њ | nj    | ett ljud                             |
| Š š / Ш ш   | sh    | kort sh-ljud, utt. som i eng. shy    |
| Ž ž / Ж ж   | zh    | långt zh-ljud                        |

## Substantiv

### Genus

#### Överblick
Bosniska har tre genus: maskulinum, femininum och neutrum.
- Feminina ord slutar vanligtvis med ett "a".
- Maskulina ord slutar vanligtvis med en konsonant.
- Neutrer slutar vanligtvis med ett "o".

Exempel:
- Maskulinum: sat - klocka, dan - dag, brat - bror
- Femininum: gora - berg, zemlja - land, jord, prodavaonica - affär
- Neutrum: staklo - glas, jelo - mat, zlato - guld

Notera: Det finns undantag.

#### Maskulinum
Exempel på maskulina ord som slutar på ett "i".
| Singular  | Plural          | Betydelse     | Anteckningar                                   |
| --------- | --------------- | ------------- | ---------------------------------------------- |
| Grad      | Gradovi (-ovi)  | stad-städer   | Ord med endast en stavelse får tillägget "ovi" |
| Kompjuter | Kompjuteri (-i) | dator-datorer |                                                |
| Dječak    | Dječaci (-ci)   | pojke-pojkar  | K:et blir till ett c                           |

#### Femininum
Många feminina ord slutar på ett "a". Där finns bara några få som slutar på en konsonant.
| Singular | Plural        | Betydelse      | Anteckningar            |
| -------- | ------------- | -------------- | ----------------------- |
| Mačka    | Mačke (-e)    | katt-katter    | A:et blir till ett "e". |
| Djevojka | Djevojke (-e) | flicka-flickor |                         |
| Tačka    | Tačke (-e)    | prick-prickar  |                         |

#### Neutrum
| Singular | Plural        | Betydelse      | Anteckningar            |
| -------- | ------------- | -------------- | ----------------------- |
| Ogledalo | Ogledala (-a) | spegel-speglar | O:et blir till ett "a". |
| Mjesto   | Mjesta (-a)   | plats-platser  |                         |
| Jaje     | Jaja (-a)     | ägg-ägg        | E:et blir till ett "a"  |

### Kasus
Det finns 7 kasus i bosniska.

#### Överblick
| Kasus          | Användning      | Anteckning                             |
| -------------- | --------------- | -------------------------------------- |
| Nominativ      | Subjekt         |                                        |
| Genitiv        | Ägande          |                                        |
| Dativ          | Indirekt objekt |                                        |
| Ackusativ      | Direkt objekt   | Kan också vara ett prepositionsobjekt. |
| Instrumentalis | Hjälpmedel      |                                        |
| Lokativ        | Befintlighet    |                                        |
| Vokativ        | Tilltal         |                                        |

##### Förklaring till kasus
- Nominativ (ko, što?) vem, vad (med svar som "han" eller "hon")?
- Genitiv (koga, čega?) vem, vad? (med svar som "honom", "henne" eller "denna")
- Dativ (kome,  čemu?) till vem? till vad?
- Ackusativ (koga, što?) för vem, för vad?
- Vokativ (hej!) hej!
- Instrumentalis (s kim, s čime?) med vem, med vad?
- Lokativ (o kome, o čemu?) om vem, om vad?

##### Nominativ
- Som ett subjekt i en mening.
  - Exempel:
    - Ian gleda kroz prozor. {Ian tittar genom fönstret.}
    - Ian ima dva brata. (Ian har två bröder.)

- En komplemang efter 'biti'
  - Exempel:
    - Ian je Englez. {Ian är engelsman}
    - Ian je prijatan. (Ian är trevlig)

##### Genitiv
Genitiv används till att uttrycka bland annat ursprung och tillhörande.
- iz (av , från) och blizu (nära).
  - Exempel:
    - Har ni ost? {Imate li sira?}
    - Restaurangen är nära byggnaden {Restoran je blizu zgrade}
    - Hon tog med teet till köket {Ona je donijela čaj do kuhinje}

##### Dativ
Dativ används ibland utan preposition. Kasuset motsvarar prepositionen "till".
- Exempel:
  - Jag talar till honom {Govorim čovjeku}
  - Jag hjälper henne {Pomazem njoj}
  - Tack Gud (för det) {Hvala Bogu}

##### Ackusativ
Ackusativ är ett direkt-objektkasus som används för bland annat frågor.
- Exempel: 
  - En kvinna har en hatt. Har hon en hatt? En hatt.

- Ackusativ används tillsammans med prepositioner som: 
  - kroz (genom)
  - u (inuti (i samband med rörelse, som Eng. into))
  - za (för)
  - na ([utan]på):

- Exempel:
  - Ian ser igenom fönstret {Ian gleda kroz prozor}
  - Jag ska till London {Idem u London}
  - Det här brevet är till min syster {Ovo pismo je za moju sestru}
  - Vi ska ut på picknick (Idemo na izlet)

##### Instrumentalis
Instrumentalis använder prepositionen: Sa/s {med}
- Exempel:
  - Jag åkte med bil / buss / tåg. {Ja sam putovao autom / autobusom / vozom} (sam putovao - presens particip i maskulinum, notera att vid denna form används ej preposition)
  - Jag talade med min mor. {Ja sam pricala sa mojom majkom} (sam pricala - presens particip i femininum)

##### Lokativ
Lokativs ändelse är identisk med dativens ändelse. Kasuset används när man ska indikera att man befinner sig någonstans eller när man pratar om någon/något.
- Exempel:
  - Hon bodde på ett hotell. -- Ostajala je u hotelu.
  - Hon står i rummet.-- Ona stoji u sobi.
  - Hon håller en bok i sin hand. -- Ona drži knjigu u ruci.
  - Hon berättade för Ian om sin mor. -- Ispricala je Ianu o svojoj majci.

##### Vokativ
Vokativ är en tilltalsform/uppmaningsform som används vid till exempel början av ett brev.
- Exempel: 
  - Kära Ivan! {dragi Ivane!}
  - Herr Smith! {gospodine Smith!}
  - Kära mamma! {draga mamo!}
  - Hej tjejen! {hej djevojko!}

#### Maskulinum
| Kasus          | Substantiv | Plural    | Betydelse             |
| -------------- | ---------- | --------- | --------------------- |
| Nominativ      | grad       | gradovi   | stad                  |
| Genitiv        | grada      | gradova   | av (en) stad          |
| Dativ          | gradu      | gradovima | till/åt/för (en) stad |
| Ackusativ      | grad       | gradove   | stad                  |
| Instrumentalis | gradom     | gradovi   | med (en) stad         |
| Lokativ        | gradu      | gradovima | i (en) stad           |
| Vokativ        | grade!     | gradovi   | stad!                 |

#### Femininum
Femininer som slutar på -a.
| Kasus          | Substantiv | Plural     | Betydelse               |
| -------------- | ---------- | ---------- | ----------------------- |
| Nominativ      | djevojka   | djevojke   | flicka                  |
| Genitiv        | djevojke   | djevojka   | av (en) flicka          |
| Dativ          | djevojci   | djevojkama | till/åt/för (en) flicka |
| Ackusativ      | djevojku   | djevojke   | flicka                  |
| Instrumentalis | djevojkom  | djevojkama | med (en) flicka         |
| Lokativ        | djevojci   | djevojkama | i (en) flicka           |
| Vokativ        | djevojko!  | djevojke   | flicka!                 |

Femininer som slutar på konsonant i nominativ.
| Kasus          | Substantiv          | Plural    | Betydelse               |
| -------------- | ------------------- | --------- | ----------------------- |
| Nominativ      | ljubav              | ljubavi   | kärlek                  |
| Genitiv        | ljubavi             | ljubavi   | av (en) kärlek          |
| Dativ          | ljubavi             | ljubavima | till/åt/för (en) kärlek |
| Ackusativ      | ljubav              | ljubavi   | kärlek                  |
| Instrumentalis | ljubavi (eller -ju) | ljubavima | med (en) kärlek         |
| Lokativ        | ljubavi             | ljubavima | i (en) kärlek           |
| Vokativ        | ljubavi!            | ljubavi   | kärlek!                 |

#### Neutrum
| Kasus          | Substantiv | Plural     | Betydelse               |
| Nominativ      | ogledalo   | ogledala   | spegel                  |
| Genitiv        | ogledala   | ogledala   | av (en) spegel          |
| Dativ          | ogledalu   | ogledalima | till/åt/för (en) spegel |
| Ackusativ      | ogledalo   | ogledala   | spegel                  |
| Instrumentalis | ogledalom  | ogledalima | med (en) spegel         |
| Lokativ        | ogledalu   | ogledalima | i (en) spegel           |
| Vokativ        | ogledalo!  | ogledala   | spegel!                 |

### Artiklar
Bestämd och obestämd artikel används sällan i bosniska.

## Pronomen

### Demonstrativa
|        | Singular   | Singular | Singular  | Plural     | Plural  | Plural    |
|        | Maskulinum | Neutrum  | Femininum | Maskulinum | Neutrum | Femininum |
| ------ | ---------- | -------- | --------- | ---------- | ------- | --------- |
| Nom.   | taj        | to       | ta        | ti         | ta      | te        |
| Gen.   | toga       | toga     | te        | tih        | tih     | tih       |
| Dat.   | tom        | tom      | toj       | tim        | tim     | tim       |
| Ack.   | toga       | to       | tu        | te         | ta      | te        |
| Vok.   | tome       | tome     | toj       | tim        | tim     | tim       |
| Instr. | time       | tim      | tom       | tim        | tim     | tim       |

### Personliga pronomen
| Nominativ    |                    |
| ------------ | ------------------ |
| ja           | jag                |
| ti           | du                 |
| on, ona, ono | han, hon, den, det |
| mi           | vi                 |
| vi           | ni                 |
| oni          | de                 |

- Notera: Ti används bara till en person som man känner, till exempel en vän eller släkting. Vid andra tillfällen där man ska vara mer formell används ”vi” (ni).

#### Singular
|                | ja       | ti       | on        | ono       | ona         | one      |
| -------------- | -------- | -------- | --------- | --------- | ----------- | -------- |
| Genitiv        | mene, me | tebe, te | njega, ga | njega, ga | nje, je     | sebi, si |
| Dativ          | meni, mi | tebi, ti | njemu, mu | njemu, mu | njoj, joj   | sebi, si |
| Ackusativ      | mene, me | tebe, te | njega, ga | njega, ga | nju, ju, je | sebe, se |
| Lokativ        | meni     | tebi     | njemu     | njemu     | njoj        | sebi     |
| Instrumentalis | mnom     | tobom    | njime     | njime     | njom        | sobom    |

#### Plural
|                | mi        | vi   | oni        | ona        | one        |
| -------------- | --------- | ---- | ---------- | ---------- | ---------- |
| Genitiv        | nas       | vas  | njih, ih   | njih, ih   | njih, ih   |
| Dativ          | nama, nas | vama | njima, ima | njima, ima | njima, ima |
| Ackusativ      | nas       | vas  | njih, ih   | njih, ih   | njih, ih   |
| Instrumentalis | nama      | vama | njima      | njima      | njima      |
| Lokativ        | nama      | vama | njima      | njima      | njima      |

### Possessiva pronomen
Se Possessiva adjektiv.

#### Överblick: Nominativ
|        | Mask.  | Fem.    | Neut.   | Plural  |
| ------ | ------ | ------- | ------- | ------- |
| min    | moj    | moja    | moje    | moji    |
| din    | tvoj   | tvoja   | tvoje   | tvoji   |
| hans   | njegov | njegova | njegovo | njegovi |
| hennes | njen   | njena   | njeno   | njeni   |
| vår    | naš    | naša    | naše    | naši    |
| er     | vaš    | vaša    | vaše    | vaši    |
| deras  | njihov | njihova | njihovo | njihovi |

#### Moj (min)
|       | Nom. | Gen. | Dat.   | Ack. | Vok.   | Inst. | Lok.  |
| ----- | ---- | ---- | ------ | ---- | ------ | ----- | ----- |
| Mask. | moj  | moga | mojega | mome | mojim  | mome  | mojim |
| Neut. | moje | moga | mojega | mome | mojemu | mome  | mojim |
| Fem.  | moja | moje | mojega | mjoj | mojemu | mome  | mojom |
| Plur. | moji |      |        |      |        |       |       |

#### Tvoj (din)
|       | Nom.  | Gen.  | Dat.  | Ack. | Vok.   | Inst. | Lok.  |
| ----- | ----- | ----- | ----- | ---- | ------ | ----- | ----- |
| Mask. | tvoj  | tvoga | tvega | mome | mojim  | mome  | mojim |
| Neut. | tvoje | tvoga | tvega | mome | mojemu | mome  | mojim |
| Fem.  | tvoja | tvoje | tvega | tvoj | tvemu  | mome  | mojom |
| Plur. | tvoji |       |       |      |        |       |       |

### Relativa pronomen
|        | Singular   | Singular | Singular  | Plural     | Plural  | Plural    |
|        | Maskulinum | Neutrum  | Femininum | Maskulinum | Neutrum | Femininum |
| ------ | ---------- | -------- | --------- | ---------- | ------- | --------- |
| Nom.   | koje       | koje     | koja      | koji       | koja    | koje      |
| Gen.   | kojeg      | kojeg    | koje      | kojih      | kojih   | kojih     |
| Dat.   | kojem      | kojem    | kojoj     | kojim      | kojim   | kojim     |
| Ack.   | koje       | koju     | koje      | koja       | koja    | koje      |
| Lok.   | kojem      | kojem    | kojoj     | kojim      | kojima  | kojima    |
| Instr. | kojem      | kojim    | kojom     | kojim      | kojim   | kojim     |

## Adjektiv
Det finns 2 olika typer av adjektiv i bosniska. De flesta adjektiven skrivs med små bokstäver.
Adjektiven har tre genus.
- Exempel:
  - En lång man - visok čovjek
  - En ljus-rödbrun katt- smedja mačka
  - Ett främmande land - strana država
  - En gammal stad - stari grad
  - En bra teater - dobar teatar

### Demonstrativa adjektiv
- Maskulinum
  - Singularändelser: vilken konsonant som helst lijep, velik
  - Pluraländelser: lijepi , veliki

- Femininum
  - Singularändelser: -a lijepa,velika
  - Pluraländelser: lijepe, velike

- Neutrum
  - Singularändelser: -o veliko, lijepo, dobro
  - Pluraländelser: velika, lijepa

### Possessiva adjektiv
- Maskulinum slutar på en konsonant:
  - Ivans vän - Ivanov prijatelj

- Feminina ord som slutar på ett -a tappa det sista -a:et och ersätt av "-in"

- Sestra - sestrin {Syster - systers}
- Sestrin brat{ Systers bror}.

|        | Mask.  | Fem.    | Neut.   | Plural  |
| ------ | ------ | ------- | ------- | ------- |
| min    | moj    | moja    | moje    | moji    |
| din    | tvoj   | tvoja   | tvoje   | tvoji   |
| hans   | njegov | njegova | njegovo | njegovi |
| hennes | njen   | njena   | njeno   | njeni   |
| vår    | naš    | naša    | naše    | naši    |
| er     | vaš    | vaša    | vaše    | vaši    |
| deras  | njihov | njihova | njihovo | njihovi |

### Komparation
- Grundform: till exempel poznat (känd)
- Komparativ:
  - Maskulinum: adjektiv + "iji"
  - Femininum: adjektiv + "ija"
  - Neutrum: adjektiv + "ije"

- Superlativ: "naj" + adjektiv + maskulinum/femininum/neutrum (iji/ija/ije)"

| poznat | poznatiji, poznatija, poznatije | najpoznatiji/ija/ije |
| känd   | mer känd                        | mest känd            |

| star   | stariji, starija, starije | najstariji/ija/ije |
| gammal | äldre                     | äldst              |

### Mobilt "a"
Ett mobilt "a" sätts in emellan de två sista konsonanterna av nominativ singular.
- Exempel:

dobar, bra (m)

dobra, bra (f)

dobro, bra (n)

težak, tungt eller svårt (m)

teška, tungt eller svår (f)

teško, tungt (n)

## Verb
Huvudartikel: Bosniska verb

### Infinitiv
Det finns 3 grupper av bosniska verb, de slutar på följande ändelser:
- -ati
- -iti
- -eti

- Exempel:
  - Čitati (att läsa)
  - Sjediti (att sitta)
  - Početi (att börja)

### Tempus

#### Presens

##### Regelbundna verb
|              | 1:a konjugationen Čitati | 1:a konjugationen Čitati | 2:a konjugationen Sjediti | 2:a konjugationen Sjediti | 3:e konjugationen Početi | 3:e konjugationen Početi |
| ------------ | ------------------------ | ------------------------ | ------------------------- | ------------------------- | ------------------------ | ------------------------ |
| Ja           | čitam                    | jag läser                | sjedim                    | jag sitter                | počinjem                 | jag börjar               |
| Ti           | čitaš                    | läser                    | sjediš                    | du sitter                 | počinješ                 | du börjar                |
| On, ona, ono | čita                     | han... läser             | sjedi                     | han... sitter             | počinje                  | han... börjar            |
| Mi           | čitamo                   | vi läser                 | sjedimo                   | vi sitter                 | počinjemo                | vi börjar                |
| Vi           | čitate                   | Ni läser                 | sjedite                   | Ni sitter                 | počinjete                | Ni börjar                |
| Oni          | čitaju                   | de läser                 | sjede                     | de sitter                 | počinju                  | de börjar                |

##### Oregelbundna verb
|         | Biti                  |         |         |
| Kort f. |                       | Lång f. | Negativ |
| ------- | --------------------- | ------- | ------- |
| sam     | jag är                | jesam   | nisam   |
| si      | du är                 | jesi    | nisi    |
| je      | han, hon, den, det är | jest    | nije    |
| smo     | vi är                 | jesmo   | nismo   |
| ste     | ni är                 | jeste   | niste   |
| su      | de är                 | jesu    | nisu    |

#### Futurum

##### Formel 1
htjeti (kommer att, ska) + inf.
|      | htjeti                              |
| ---- | ----------------------------------- |
| ću   | jag kommer att (ska)                |
| ćeš  | du kommer att (ska)                 |
| će   | han, hon, den, det kommer att (ska) |
| ćemo | vi kommer att (ska)                 |
| ćete | Ni kommer att (ska)                 |
| će   | de kommer att (ska)                 |

##### Formel 2
Infinitiv stam + presens av htjeti.
| ostati   | att stanna                    | raditi   | att arbeta                   | ići-     | att gå/åka/fara             |
| -------- | ----------------------------- | -------- | ---------------------------- | -------- | --------------------------- |
| ostaću   | jag ska stanna                | radiću   | jag ska arbeta               | ići ću   | jag ska gå                  |
| ostaćeš  | du ska stanna                 | radićeš  | du ska arbeta                | ići ćeš  | du ska gå                   |
| ostaće   | han, hon, den, det ska stanna | radiće   | han, hon, den det ska arbeta | ići će   | han, hon, den, det ska fara |
| ostaćemo | vi ska stanna                 | radićemo | vi ska arbeta                | ići ćemo | vi ska gå                   |
| ostaćete | Ni ska stanna                 | radićete | Ni ska arbeta                | ići ćete | Ni ska gå                   |
| ostaće   | de ska stanna                 | radiće   | de ska arbeta                | ići će   | de ska gå                   |

##### Formel 3
Presens av Htjeti + da + Presens av huvudverb
| ću da idem    | jag ska gå                |
| ćeš da ideš   | du ska gå                 |
| će da ide     | han, hon, den, det ska gå |
| ćemo da idemo | vi skå gå                 |
| ćete da idete | Ni ska gå                 |
| će da idu     | de ska gå                 |

#### Futurum Perfekt
biti (att vara) + perfekt particip
|        | Mask.    | Fem.    | Neutr.  |                                 |
| ------ | -------- | ------- | ------- | ------------------------------- |
| budem  | uradio   | uradila |         | jag ska ha gjort                |
| budeš  | uradio   | uradila |         | du ska ha gjort                 |
| bude   | uradio   | uradila | uradilo | han, hon, den, det ska ha gjort |
| budemo | uradili  | uradile |         | vi ska ha gjort                 |
| budete | uradili  | uradile |         | Ni ska ha gjort                 |
| budu   | uraldili | uradile | uradila | de ska ha gjort                 |

#### Imperfekt
biti (att vara) + presens particip i rätt genus av huvudverb
|     | Mask.  | Fem.   | Neutr. |                             |
| --- | ------ | ------ | ------ | --------------------------- |
| sam | radio  | radila |        | jag arbetade                |
| si  | radio  | radila |        | du arbetade                 |
| je  | radio  | radila | radilo | han, hon, den, det arbetade |
| smo | radili | radile |        | vi arbetade                 |
| ste | radili | radile |        | Ni arbetade                 |
| su  | radili | radile | radila | de arbetade                 |

#### Pluskvamperfekt
biti (att vara) + perfekt particip-ändelse
| ja     | bijah  | jag hade varit     |
| ti     | bješe  | du hade varit      |
| on/ona | bješe  | han/hon hade varit |
| mi     | bjesmo | vi hade varit      |
| vi     | bjeste | ni hade varit      |
| oni    | bjehu  | de hade varit      |

#### Aorist
Aorist är ett tempus med syftan på något som hänt precis i dåtid.
biti (att vara) + perfekt particip
| ja     | rekoh   | jag har (just) sagt     |
| ti     | reče    | du har (just) sagt      |
| on/ona | reče    | han/hon har (just) sagt |
| mi     | rekosmo | vi har (just) sagt      |
| vi     | rekoste | Ni har (just) sagt      |
| oni    | rekoše  | de har (just) sagt      |

### Participer

#### Presens particip (Gerundium)
I den hör formen lägger du till suffixet ći till 3:e person plural.
| Infinitiv    | Particip | Betydelse |
| ------------ | -------- | --------- |
| (oni) čitaju | čitajući | läsande   |
| (oni) govore | govoreći | talande   |
| (oni) rade   | radeći   | görande   |

#### Perfekt particip (Gerundium)

##### Active
- Suffix:
  - Efter en vokal blir ändelsen: -vši
  - Efter en konsonant blir ändelsen: -avši

Lägg till dessa till infinitiv-stammen.
| Infinitiv | Particip | Betydelse |
| --------- | -------- | --------- |
| slušati   | slušavši | lyssnande |
| vidjeti   | vidjevši | seende    |
| spavati   | spavavši | sovande   |

##### Passiv
- Suffix:
  - Verb med ändelsen -ati får -an som ändelse.
  - Verb med ändelsen -iti, -eti/-jeti får -jen som ändelse.
  - Verb med ändelsen -eti får -et som ändelse.

| Infinitiv | Particip      | Betydelse |
| --------- | ------------- | --------- |
| čitati    | čitan/na/no   | läst      |
| vidjeti   | vidjen/na/no  | sett      |
| uraditi   | uradjen/na/no | klar      |
| prekinuti | prekinut/a/o  | stannad   |
| zauzeti   | zauzet/a/o    | ockuperad |

### Negativa verb
Helt olikt från svenska skrivs en negation i början av ett verb.
För att göra verbet negativt så sätter man ditt prefixet ne- före verbet.
- Exempel på undantag:
  - nisam (jag är inte) (biti att vara)

## Adverb
Bosniska adverb skrivs före verb istället för efter (som i svenska).

### Komparation av regelbundna adverb
| 1:a   |       | 2:a   |          | 3:e      |          |
| ----- | ----- | ----- | -------- | -------- | -------- |
| jako  | stark | jače  | starkare | najjače  | starkast |
| drago | kär   | draže | kärare   | najdraže | kärast   |
| teško | tung  | teže  | tyngre   | najteže  | tyngst   |

### Komparation av oregelbundna adverb
| 1:a   |       | 2:a   |             | 3:e      |             |
| ----- | ----- | ----- | ----------- | -------- | ----------- |
| dobar | bra   | bolji | bättre      | najbolji | bäst        |
| loš   | dålig | gore  | värre/sämre | najgori  | värst/sämst |

## Syntax

### Negativer
För att göra något ord negativt sätter man ni framför ordet.
- Här kommer några exempel:

| nisam | jag är inte                |
| nisi  | du är inte                 |
| nije  | han, hon, den, det är inte |
| nismo | vi är inte                 |
| niste | ni är inte                 |
| nisu  | de är inte                 |

- Andra vanliga negativer är:

| niko    | ingen                  |
| ništa   | inget                  |
| nikada  | aldrig                 |
| ne više | inte längre            |
| nigdje  | ingenstans             |
| nijedan | inte heller, ingendera |